# Tremors 5: Bloodlines
Série Tremors
Tremors 4 : La légende commence
(2003) Tremors: A Cold Day in Hell
(2018)
Pour plus de détails, voir Fiche technique et Distribution.
Tremors 5: Bloodlines ou Tremors 5: Liens du sang au Québec est un film américain réalisé par Don Michael Paul et sorti directement en vidéo en 2015.
Il s'agit du cinquième film de la saga Tremors. Ce volet s'intègre dans une nouvelle trilogie destinée à la vidéo par Universal Pictures, avec de nouveaux personnages ainsi que de nouveaux enjeux. Désormais la menace des graboïdes ne concerne pas uniquement la ville de Perfection mais la planète entière.

## Synopsis
Ayant lieu en Afrique du Sud, Burt Gummer (Michael Gross) revient pour combattre les Graboides et Ass Blasters, assisté par Travis Welker (Jamie Kennedy).

## Fiche technique
Sauf indication contraire, les informations mentionnées dans cette section peuvent être confirmées par la base de données cinématographiques IMDb,  présente dans la section « Liens externes ».
- Titre original et français : Tremors 5: Bloodlines
- Titre québécois : Tremors 5: Liens du sang
- Réalisation : Don Michael Paul
- Scénario : William Truesmith, M.A. Deuce et John Whelpley, d'après une histoire de William Truesmith, M.A. Deuce et C. J. Strebor, d'après les personnages créés par S. S. Wilson, Brent Maddock et Ron Underwood
- Musique : Frederik Wiedmann
- Photographie : Michael Swan
- Montage : Vanick Moradian
- Production : Ogden Gavanski
- Société de production : Universal 1440 Entertainment
- Pays de production :  États-Unis
- Langue originale : anglais
- Format : couleur - 35 mm - 1,85:1 - son Dolby Digital
- Genre : Comédie horrifique, action et science-fiction
- Durée : 99 minutes
- Dates de sortie : 
  - États-Unis : 6 octobre 2015[3]
  - France : 5 janvier 2016 (DVD et vidéo à la demande)

## Distribution
- Michael Gross (VF : Michel Prud'homme) : Burt Gummer
- Jamie Kennedy (VF : Mark Lesser) : Travis Welker
- Natalie Becker (VF : Anne Tilloy) : Lucia
- Lawrence Joffe : Basson
- Ernest Ndhlovu : Ndebele Chieftan
- Emmanuel Castis (VF : François Delaive) : Dr Michael Swan
- Zak Hendrikz : Riley
- Pearl Thusi : Nyala

 Source et légende : version française (VF) sur RS Doublage

## Production
Après la sortie de Tremors 4 : La légende commence (2004), les créateurs de la franchise S. S. Wilson et Brent Maddock écrivent le script d'un éventuel 5e film, intitulé Gummer Down Under, dont l'intrigue se déroule en Australie. En 2009, le projet se concrétise finalement pas. En juillet 2014, il est finalement relancé, avec Don Michael Paul à la réalisation. Seul acteur présent dans tous les films, Michael Gross est peu après annoncé pour reprendre son rôle de Burt Gummer. Le tournage débute peu après en Afrique du Sud, notamment à Johannesbourg
Les producteurs et scénaristes historiques de la saga — S. S. Wilson, Brent Maddock, Nancy Roberts et Ron Underwood de Stampede Entertainment (en) — devaient être crédités à la production de ce 5e opus mais n'ayant pas de contrôle créatif sur le film, ils quittent finalement le projet. Le Canadien Ogden Gavanski est chargé de produire le film qui est finalement écrit par John Whelpley, scénariste de Tremors 3 : Le Retour, d'après l'ébauche initiale de S. S. Wilson et Brent Maddock, In October, Jamie Kennedy was cast the film's co-lead, alongside Gross.